# کش پتل
کشیاپ "کَش" پَتِل (به انگلیسی: Kashyap "Kash" Patel؛ مَتولد ۲۵ فوریه 1980) وکیل آمریکایی و دادستان فدرال سابق در وزارت دادگستری ایالات متحده است که از فوریه ۲۰۲۵ به عنوان نهمین مدیر اف‌بی‌آی فعالیت می‌کند. او پیش از این در اولین دوره ریاست جمهوری ترامپ رئیس دفتر وزیر دفاع آمریکا بود. او به عنوان یک مقام شورای امنیت ملی ایالات متحده و مشاور ارشد سرپرست اداره کننده اطلاعات ملی آمریکا فعالیت کرده است. در نوامبر ۲۰۲۴، دونالد ترامپ ، رئیس‌جمهور منتخب، پتل را به عنوان نامزد خود برای اداره کننده اداره تحقیقات فدرال (اف‌بی‌آی) معرفی کرد.
پتل که یکی از اعضای حزب جمهوری‌خواه است، به عنوان دستیار ارشد دوین نونس، نماینده کنگره، در دوران تصدی وی به عنوان رئیس کمیته اطلاعات مجلس نمایندگان آمریکا کار می‌کرد. پتل در حین کار با نونس، نقش کلیدی در کمک به جمهوری خواهان در تحقیقات دربارهٔ ترامپ دخالت روسیه در انتخابات ۲۰۱۶ داشت. در سال ۲۰۱۸، پتل در تهیه پیش نویس یادداشت نونس نقش مهمی داشت، که در آن اتهاماتی مبنی بر وجود اشتباهاتی در درخواست FBI برای حکم جاسوسی دستیار کمپین انتخاباتی ترامپ در سال ۲۰۱۶ وجود داشت.
پیش از این، پتل به عنوان وکیل مدافع و دادستان فدرال مشغول به کار بود و در پرونده‌های امنیت ملی و به عنوان رابط حقوقی با نیروهای مسلح ایالات متحده کار می‌کرد. پتل همچنین کتابی به نام گانگسترهای حکومتی منتشر کرده است که بخشی از آن خاطرات او و بخشی دیگر از آن نیز نقدی است بر به اصطلاح «دولت سایه».

## دوران اولیه زندگی و تحصیل
پتل در ۲۵ فوریه ۱۹۸۰ در گاردن سیتی نیویورک از والدین مهاجر هندی به دنیا آمد. پدر و مادر او از جامعه گجراتی هند هستند و از شرق آفریقا از طریق کانادا به ایالات متحده مهاجرت کردند. پدرش در یک شرکت هواپیمایی به عنوان مأمور مالی کار می‌کرد. خانواده پتل دارای پیشینه اجدادی اهل هند است و او با ارزش‌های هندو بزرگ شده است. پتل از دبیرستان گاردن سیتی در لانگ آیلند فارغ‌التحصیل شد.
پاتل پس از اتمام دبیرستان، تاریخ و عدالت کیفری را در دانشگاه ریچموند ویرجینیا تحصیل کرد و در سال ۲۰۰۲ با مدرک بی ای فارغ‌التحصیل شد. او سپس برای تحصیل وارد دانشکده حقوق دانشگاه پیس در نیویورک شد و در سال ۲۰۰۵ با مدرک جی دی فارغ‌التحصیل شد. وی همچنین در سال ۲۰۰۴ یک گواهینامه حقوق بین‌الملل را از دانشگاه کالج لندن انگلستان دریافت کرد.

## یادداشت
1. ↑  Appointment after Senate confirmation for this position.